# Halodromus
Halodromus is een geslacht van spinnen uit de  familie van de Philodromidae (renspinnen).

## Soorten
- Halodromus barbarae Muster, 2009
- Halodromus deltshevi Muster, 2009
- Halodromus gershomi Muster, 2009
- Halodromus patellaris (Wunderlich, 1987)
- Halodromus patellidens (Levy, 1977)